# Biserica de lemn din Brăești, Botoșani

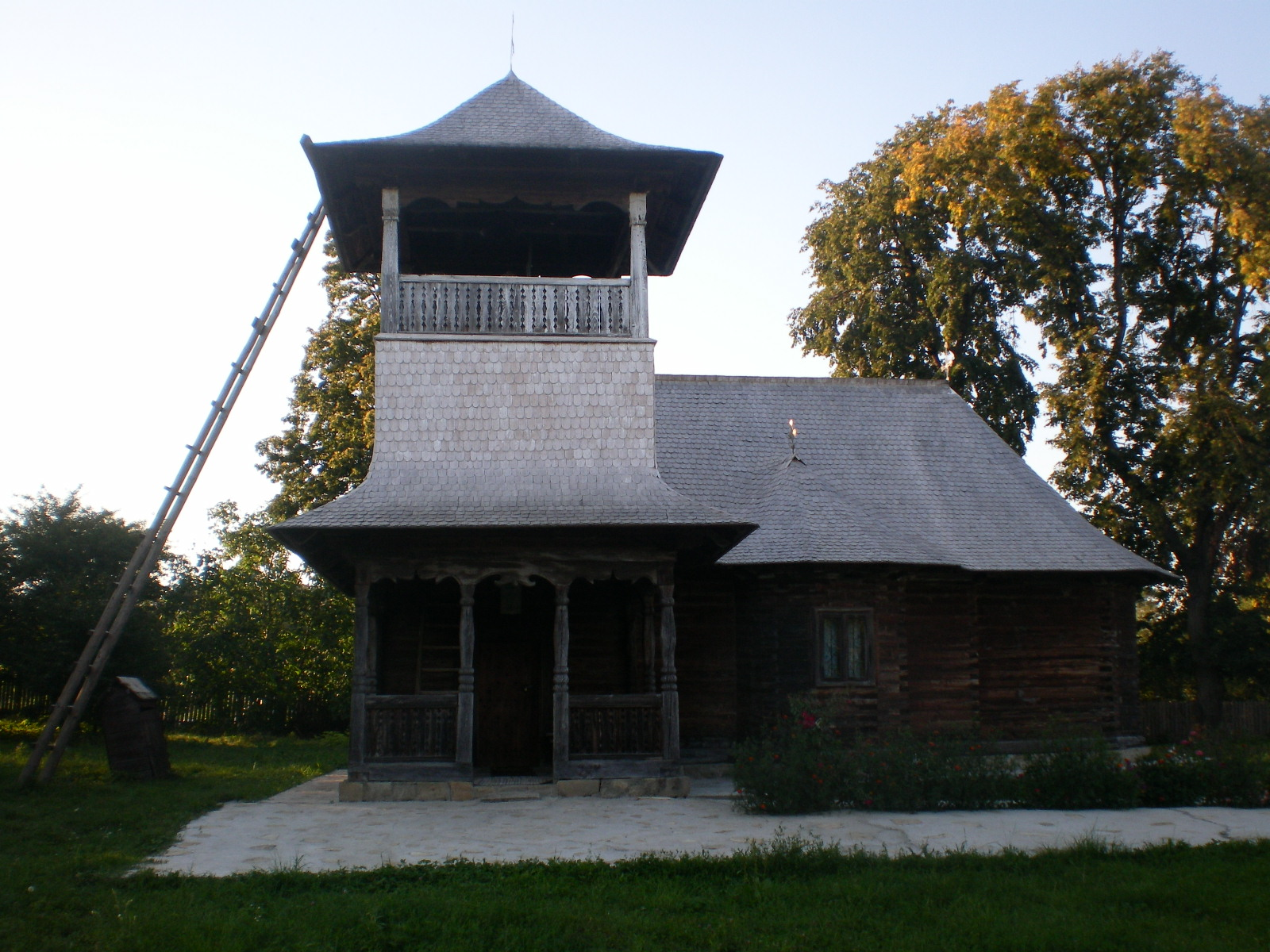
Biserica de lemn "Adormirea Maicii Domnului" din Brăeşti

Biserica de lemn cu hramul "Adormirea Maicii Domnului" se află în comuna Brăești, fiind situată chiar la DN 29B, la 11 km de Dorohoi și 19 km de Botoșani. A fost construită în anul 1745, conform inscripției de deasupra portalului de intrare având drept ctitor pe Miron Gorovei. 
În anul 1880 biserica a fost reparată de familia Spirescu, fapt consemnat în inscripția de deasupra intrării în naos. Tot acum s-a realizat și pictura bisericii de către un zugrav Herghici. Reparații s-au făcut și în 1892, 1968-1972 precum și în 2009, schimbându-se șindrila acoperișului. Biserica păstrează catapeteasma originală din lemn de tei. 

## Trăsături
Biserica din Brăești este tipică bisericilor de lemn din zona Botoșanilor: dimensiuni mici, cu absida altarului pentagonală, este construită din bârne de stejar prinse în clești, fără turlă, având turnul clopotniței deasupra intrării, pe latura sudică. Clopotnița are la bază un pridvor deschis cu stâlpi sculptați; intrarea se face printr-un portal decorat cu roți solare. Cosoroaba pridvorului este decorată în formă de acoladă cu sugestii vegetale. Acolada o regăsim și deasupra ușii, încununând decorația cu rozete a portalului. Deasupra intrării în pridvor se află inscripția-pisanie originară. Turnul clopotniță este o variantă mai simplificată a pridvorului: 4 stâlpi cu o sculptură mai simplă (față de cei 8 ai pridvorului), precum și motivul acoladei în partea superioară. 
Biserica se află pe Lista Monumentelor Istorice a județului Botoșani la numărul 377, având codul  BT-II-m-A-01949 . Construcția este echilibrată, îngrijită, semnalizată corespunzător, neagresată de nici o construcție în preajmă, dispunând de suficient spațiu pentru a fi admirată din mai multe unghiuri, fiind evidentă afecțiunea discretă cu care comunitatea înțelege să aibă grijă de un monument valoros.

## Fotogalerie

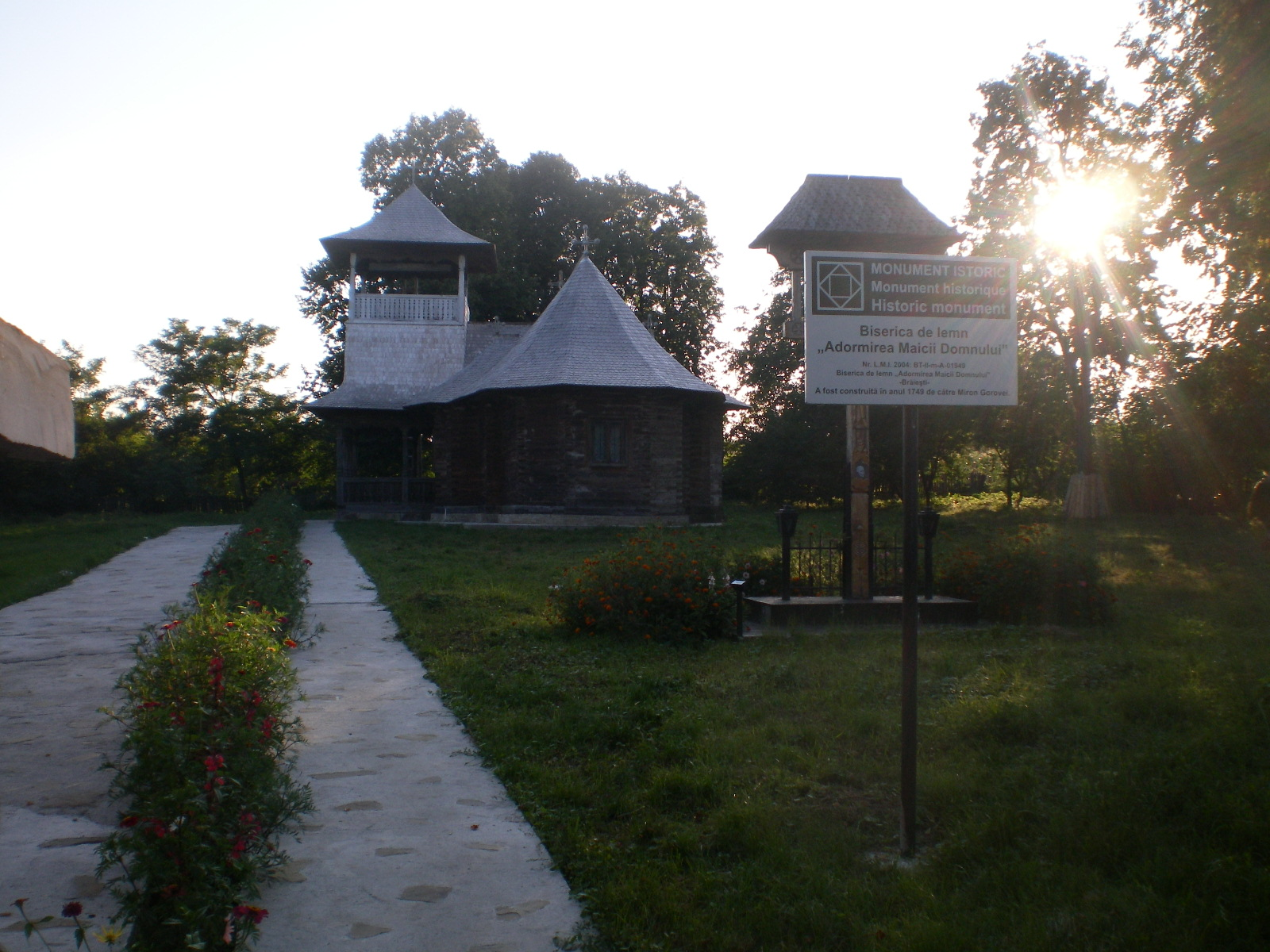
Curtea bisericii
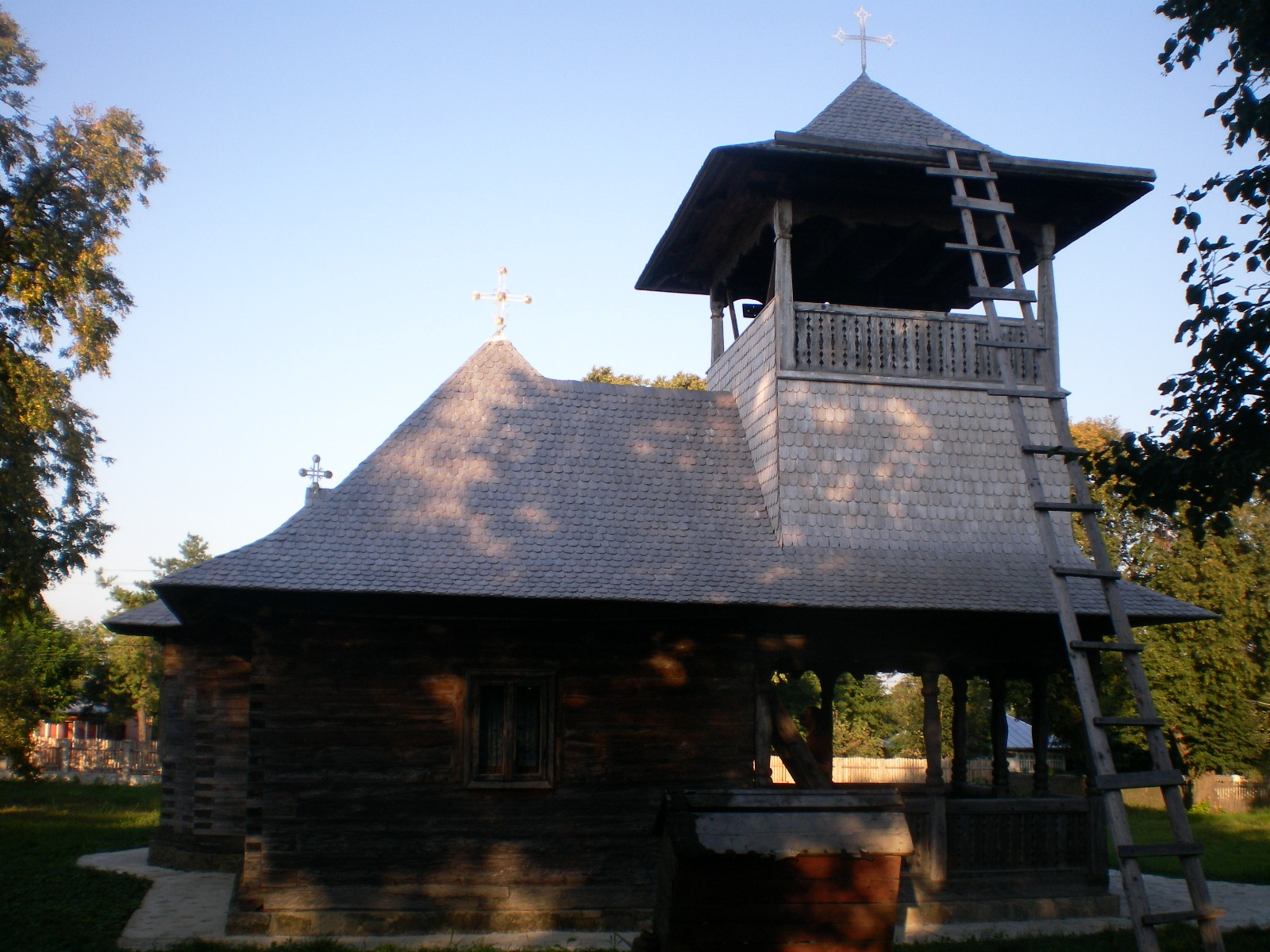
Biserica privită din vest
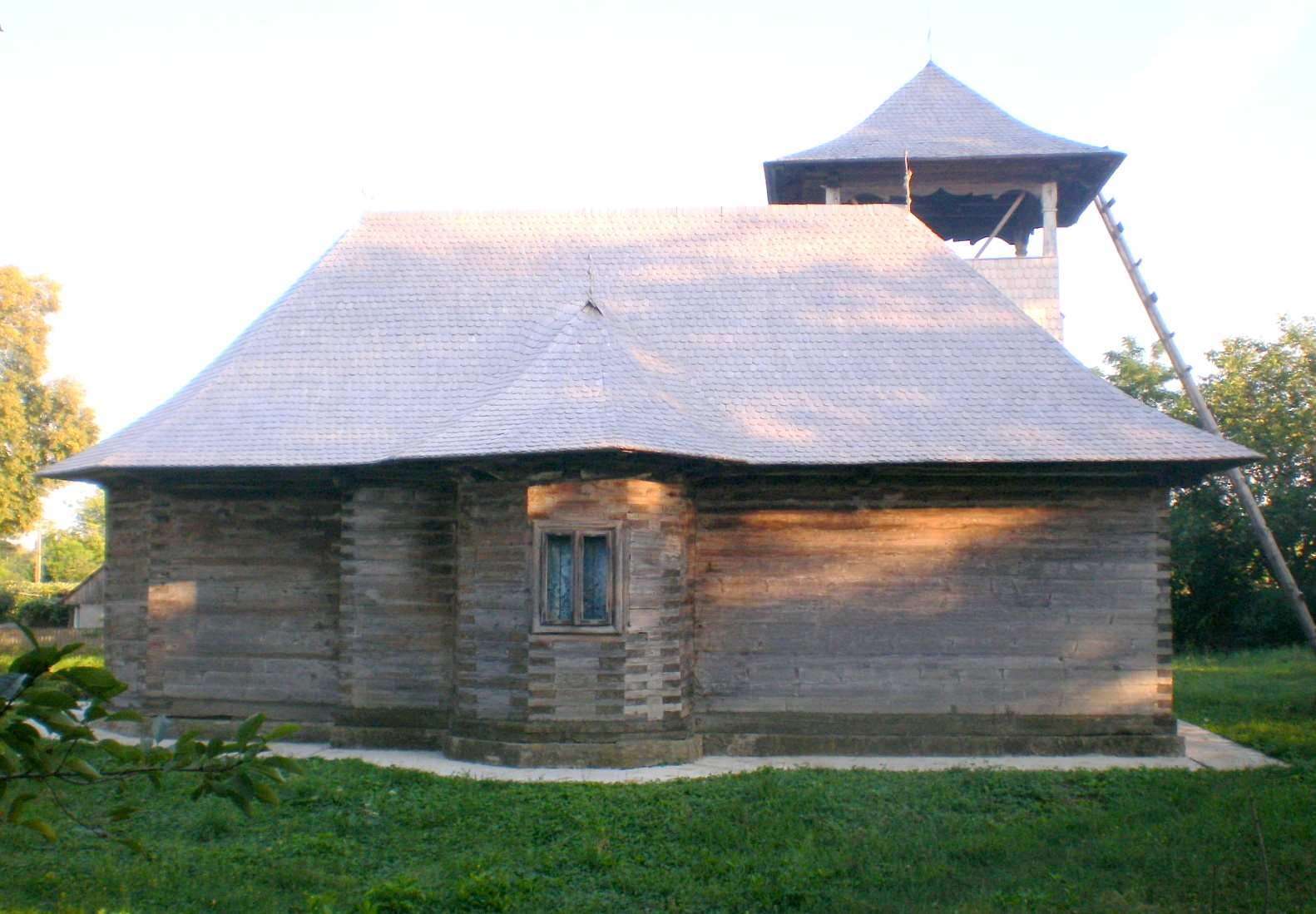
Biserica privită din nord
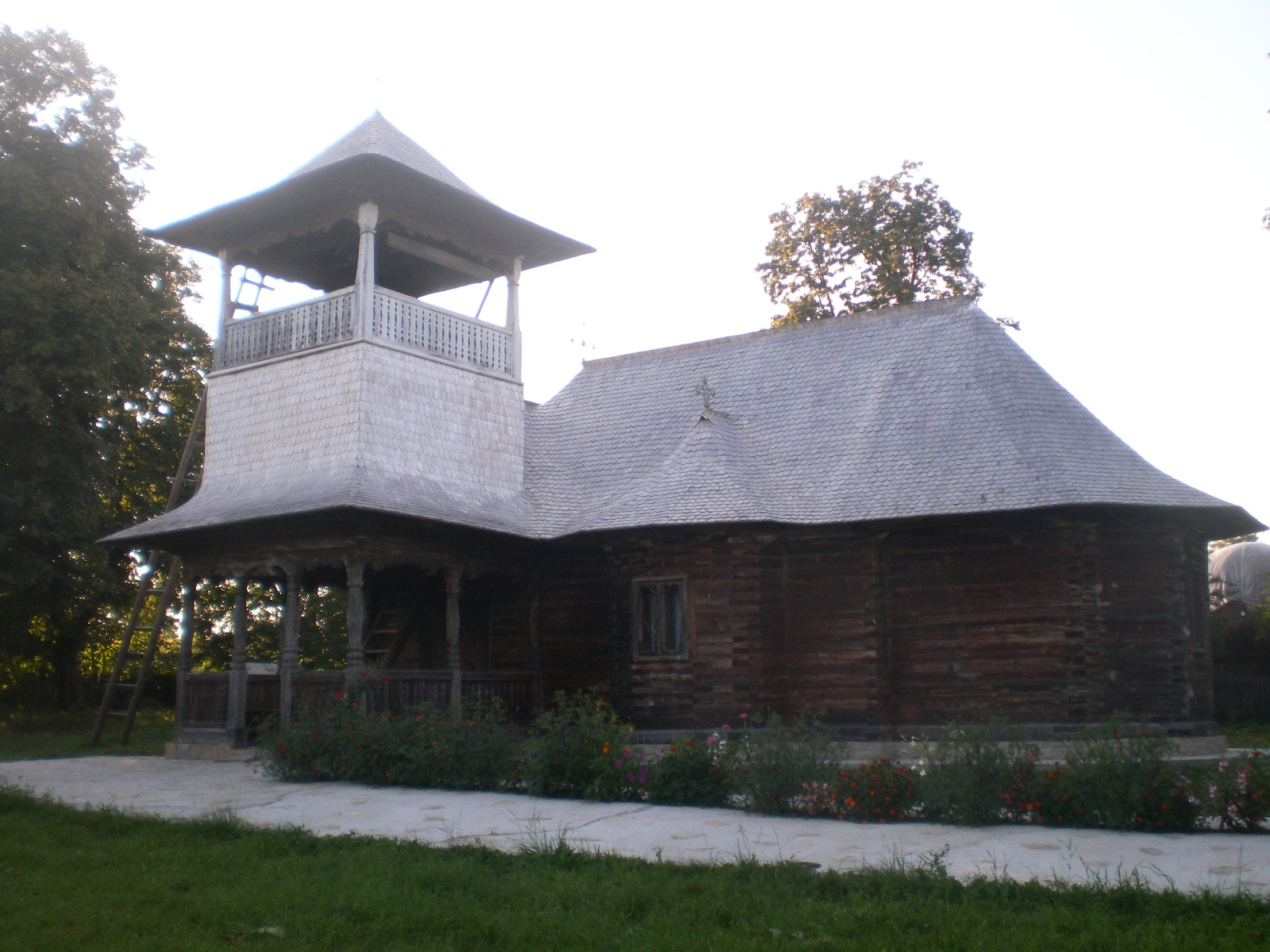
Biserica privită din sud-est
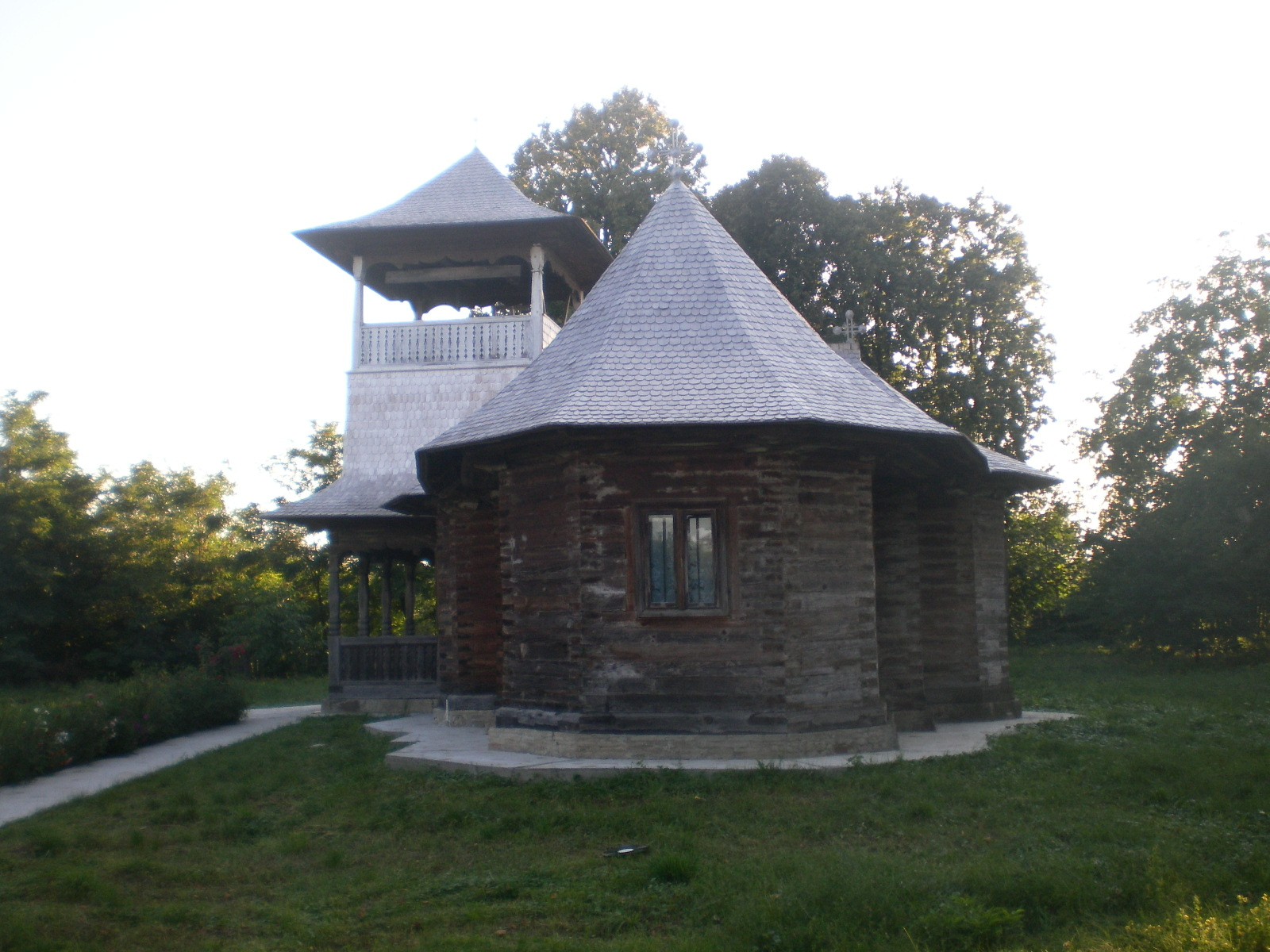
Biserica privită din est
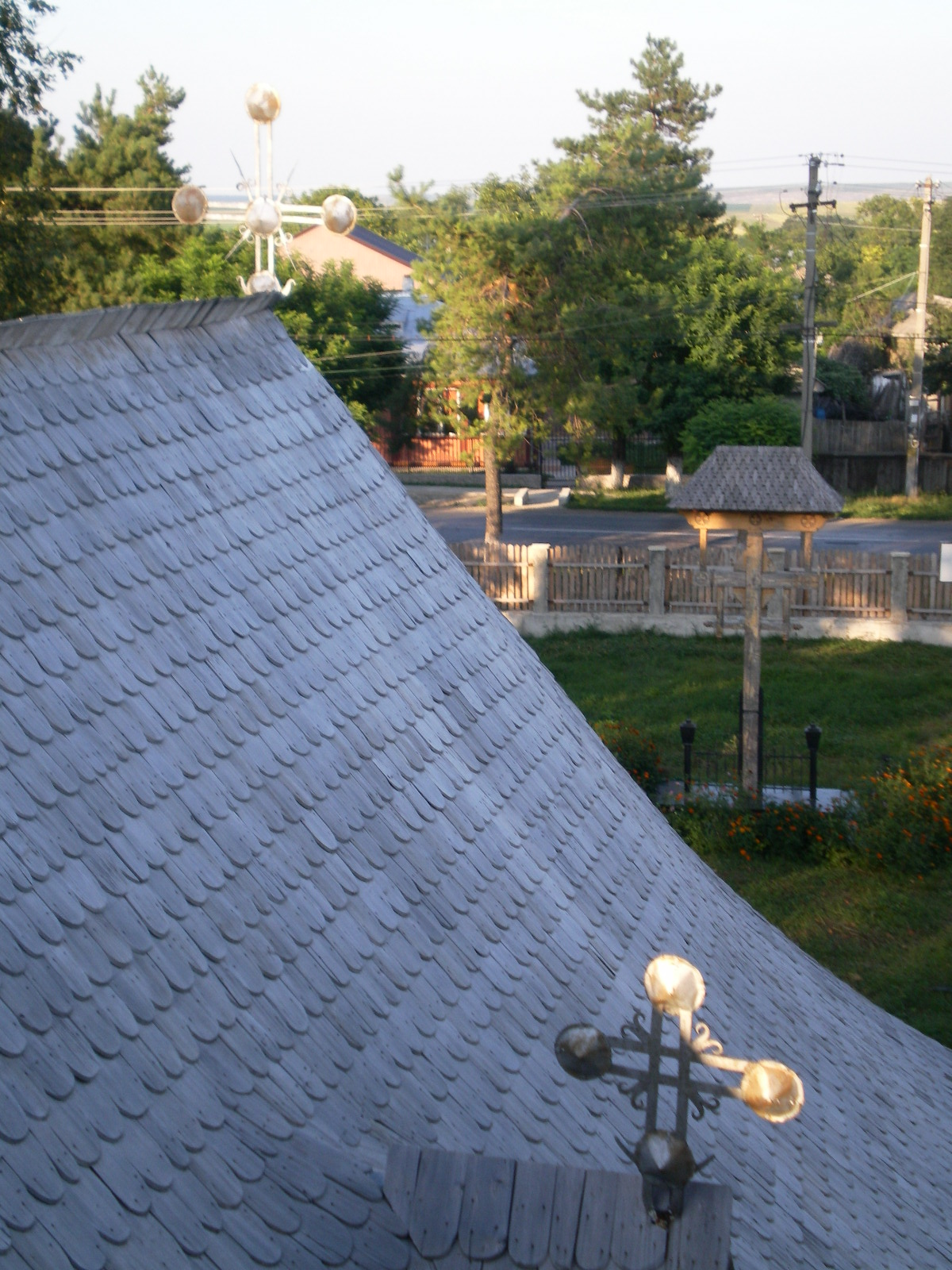
Acoperiş
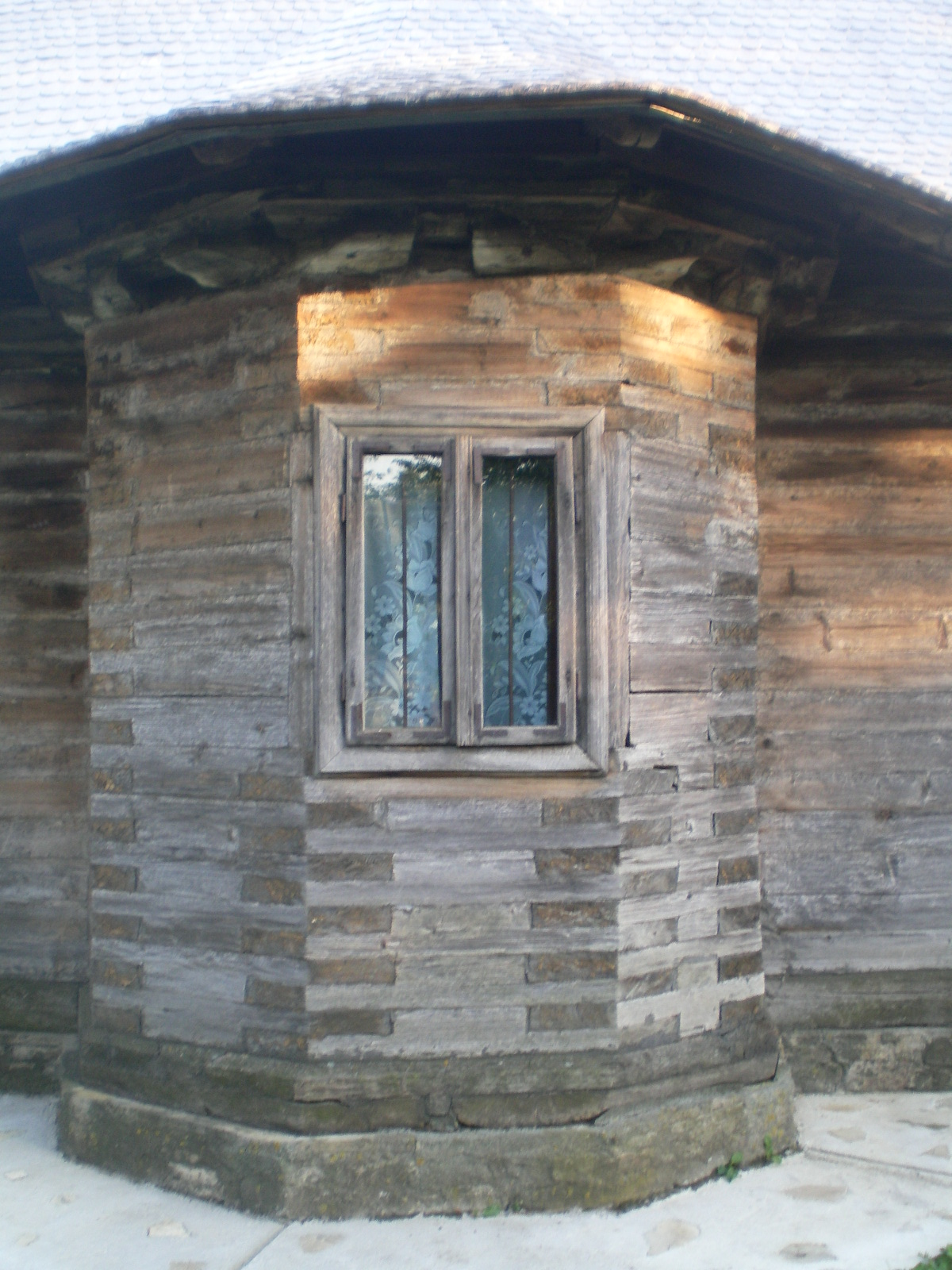
Fereastră pe latura de nord
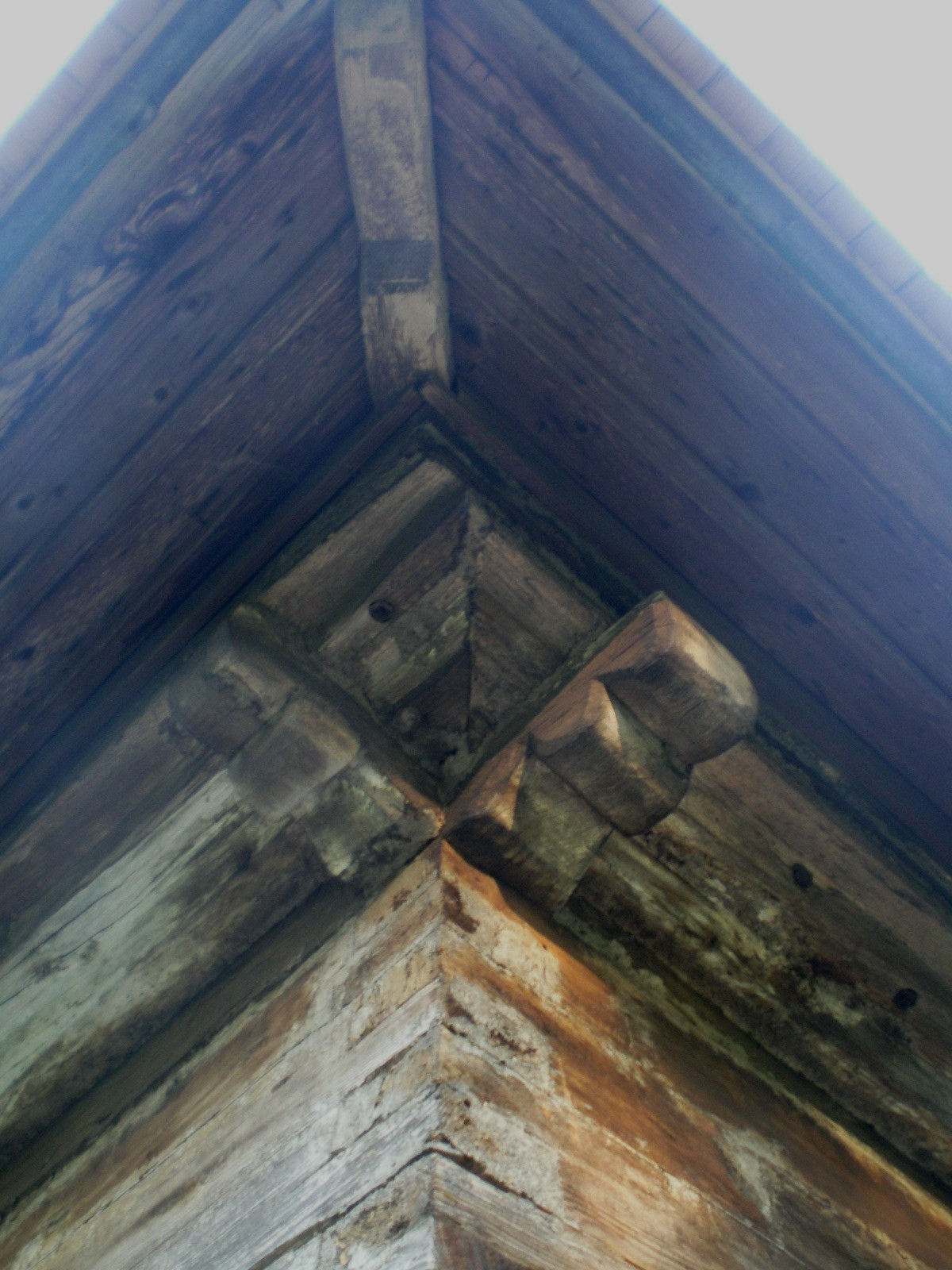
Colţ pe latura nord-vest
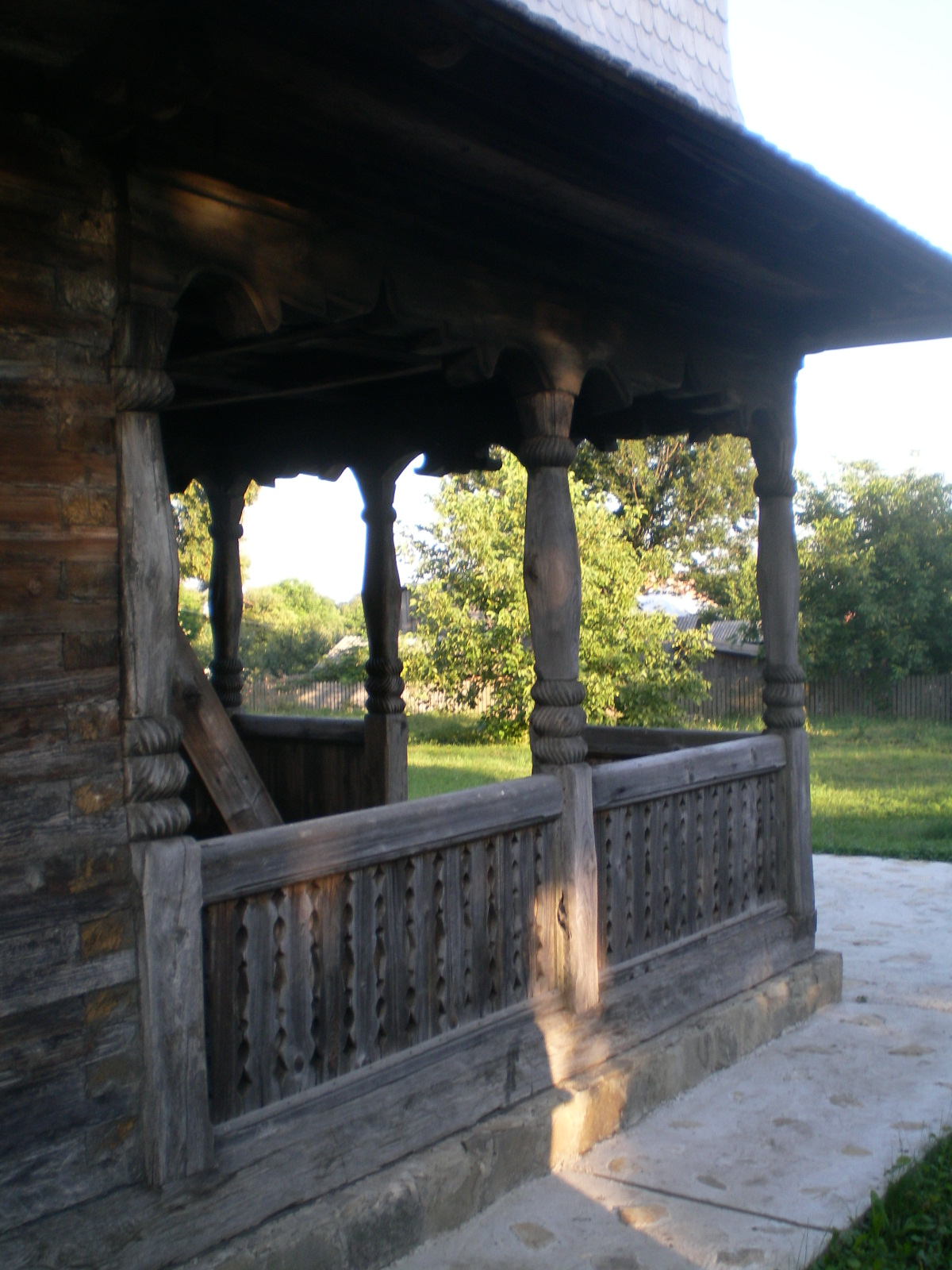
Pridvor, latura de vest
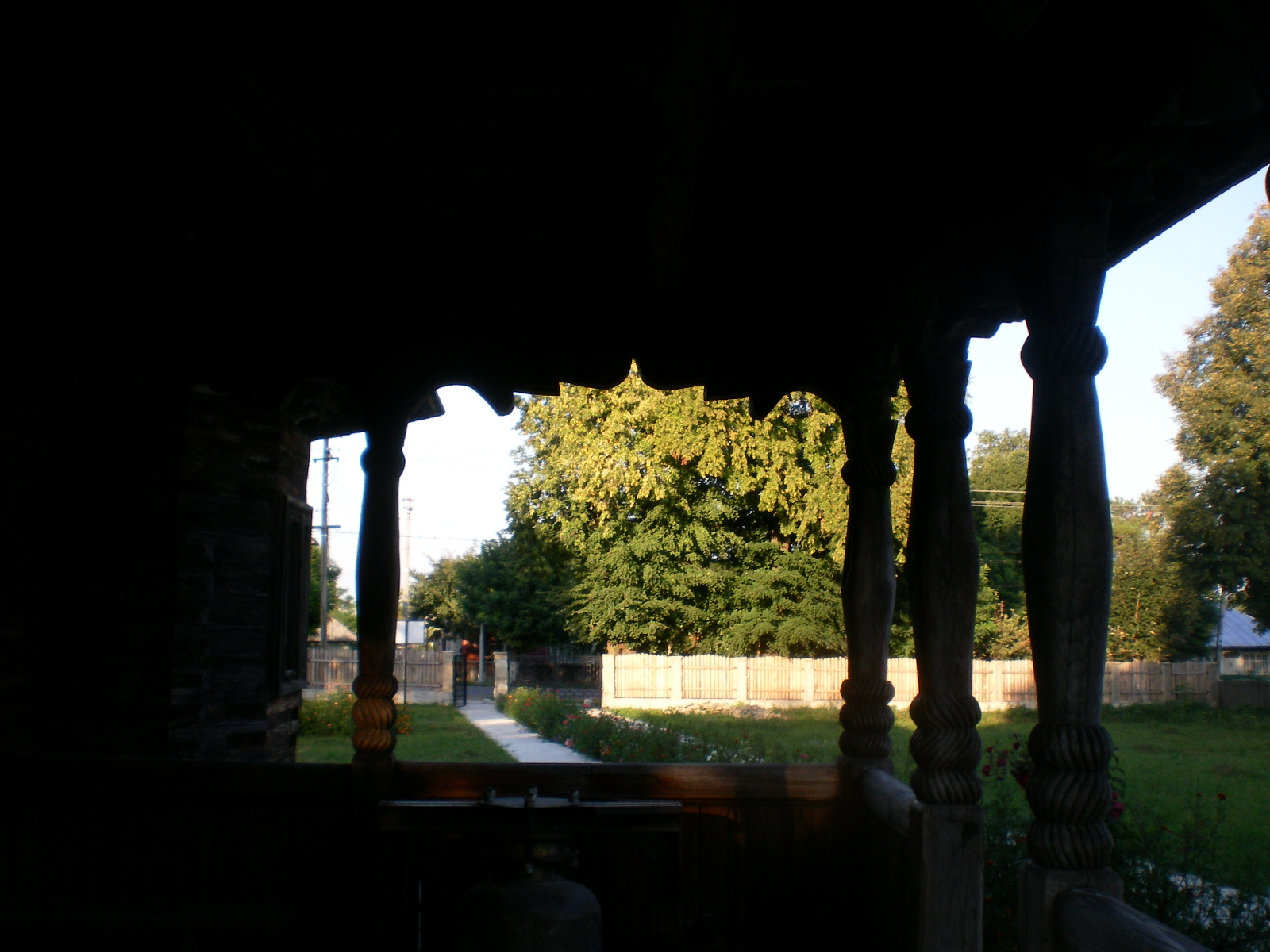
Pridvorul fotografiat din latura de vest
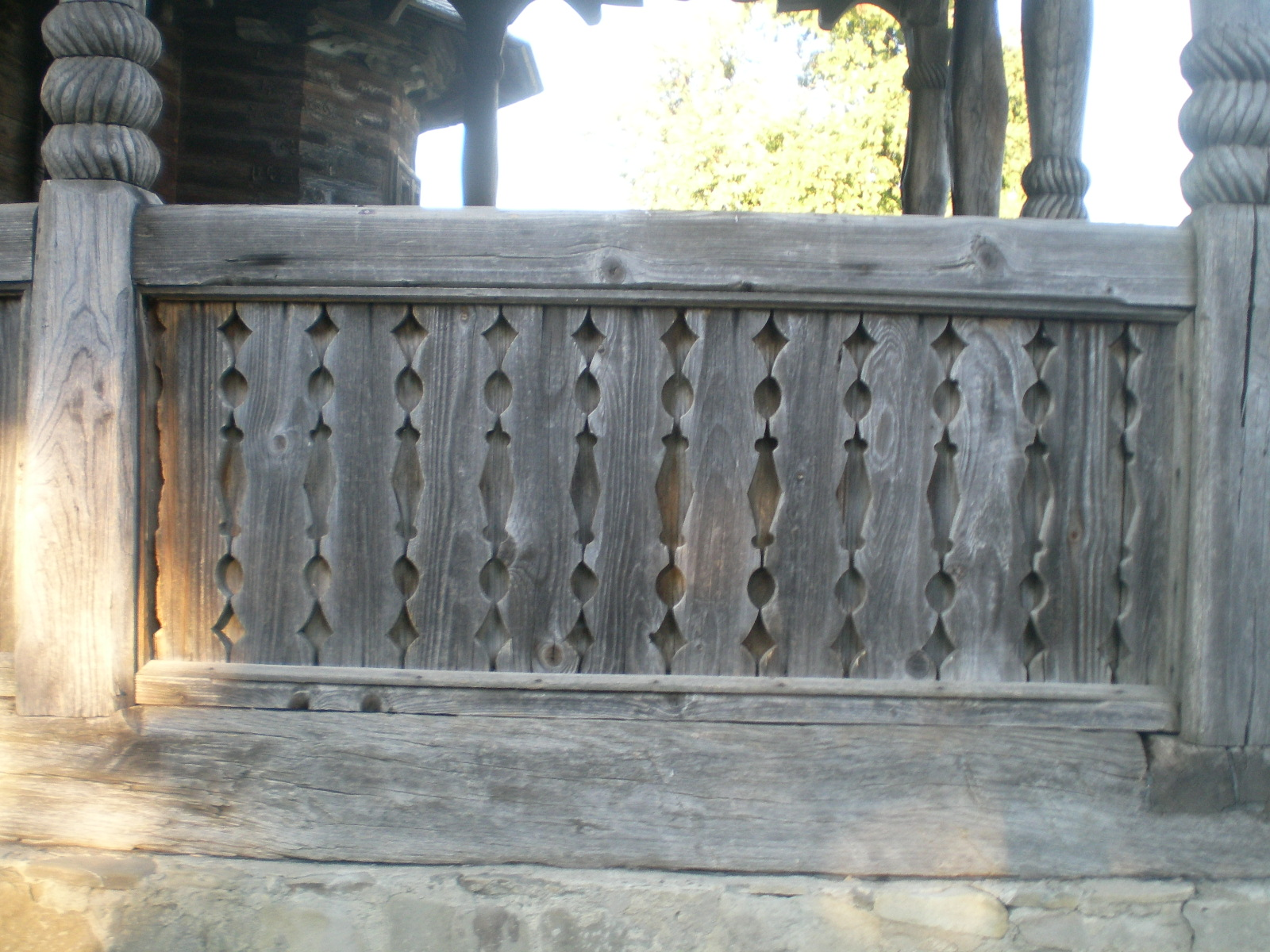
Pridvor, detaliu
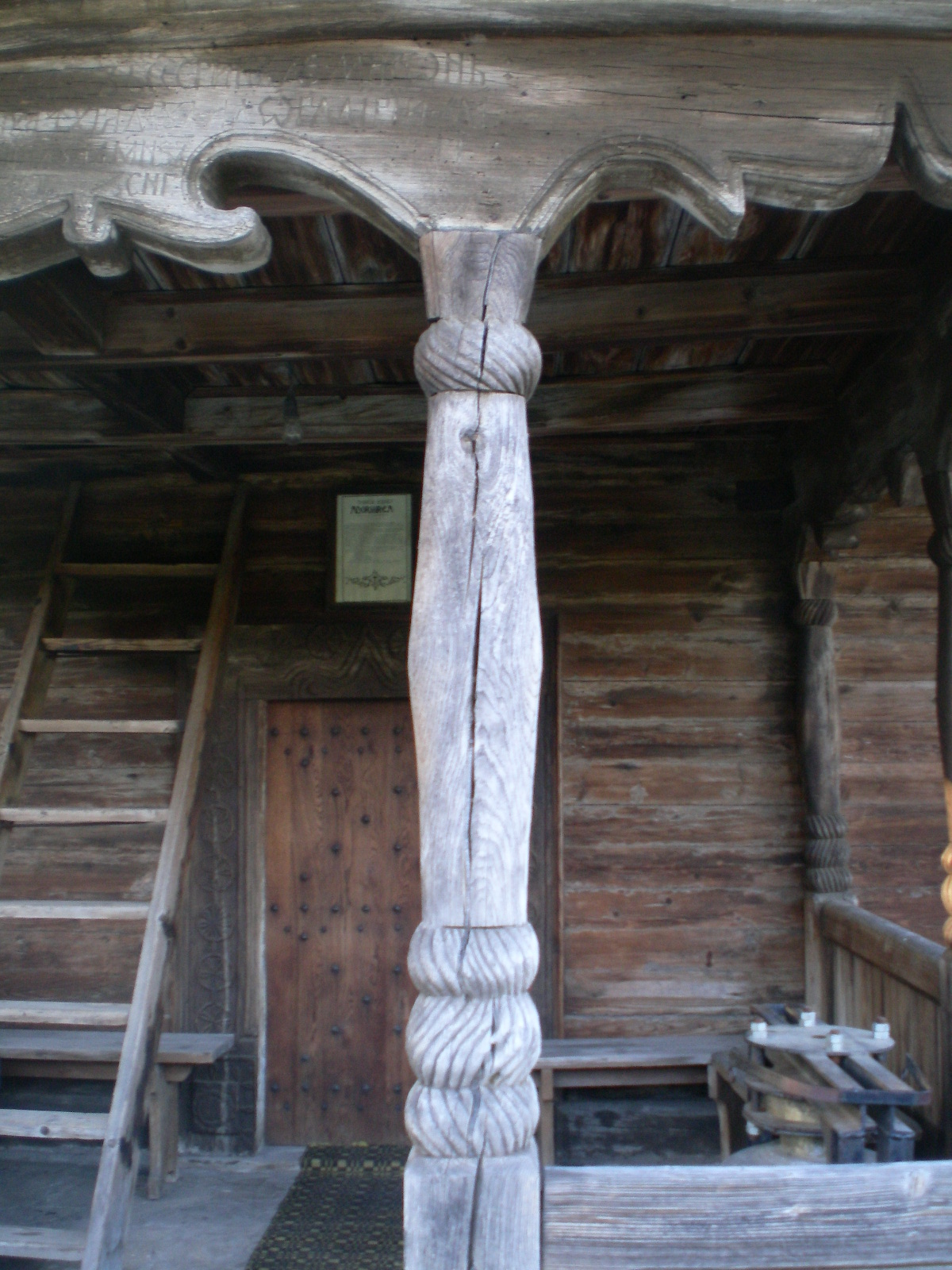
Stâlp de pridvor
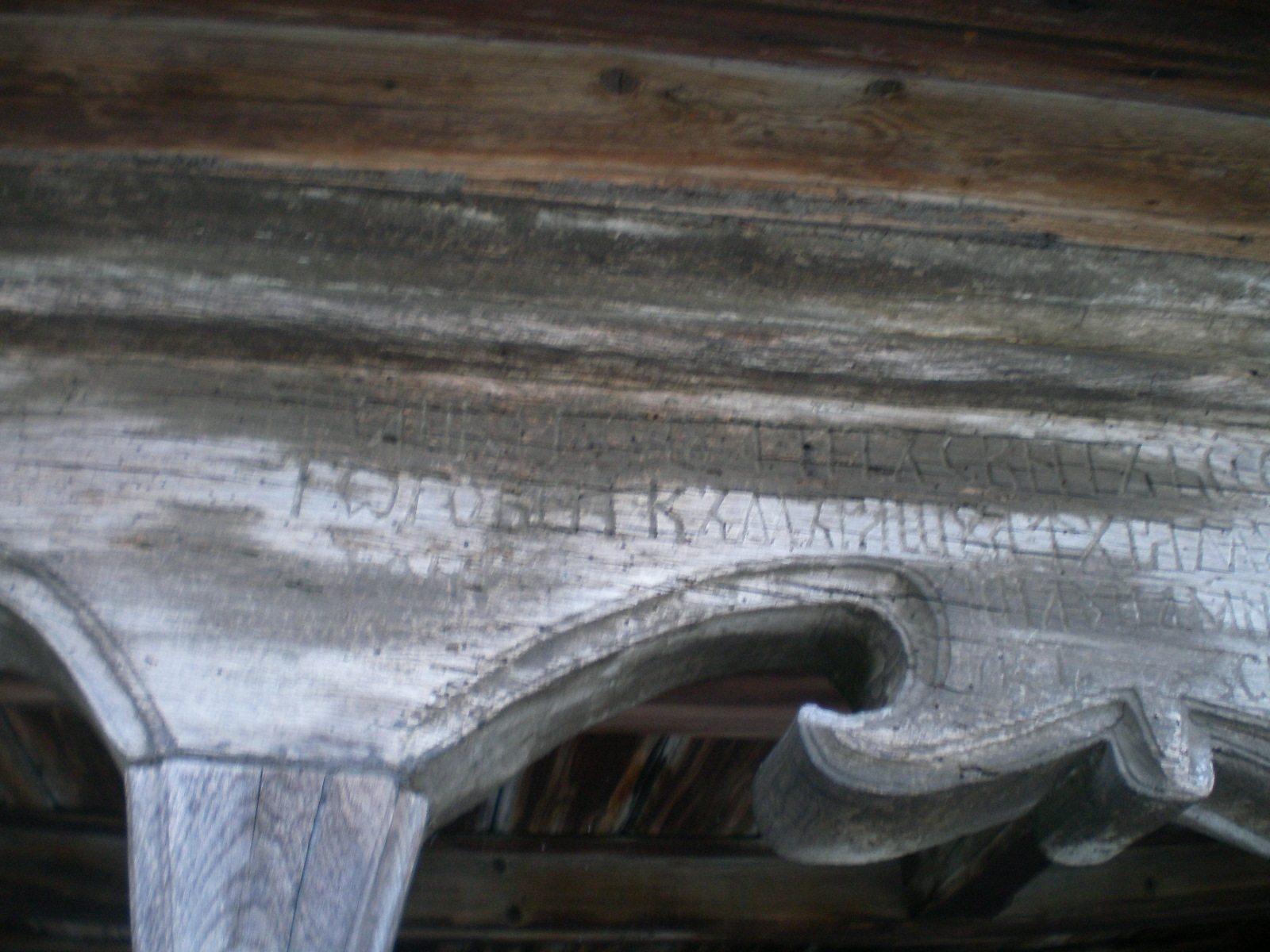
Inscripţie pe pridvor, partea stângă
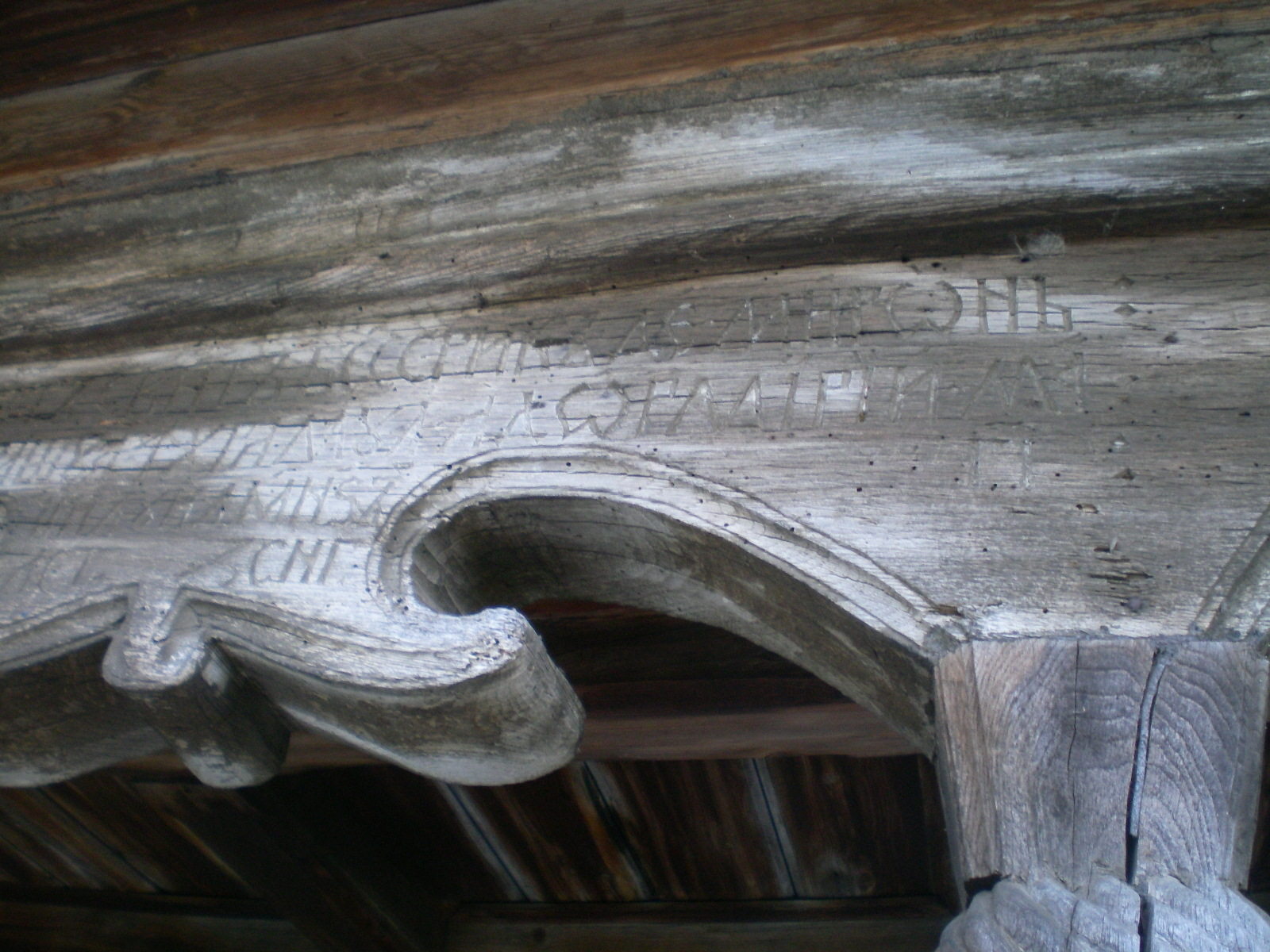
Inscripţie pe pridvor, partea dreaptă
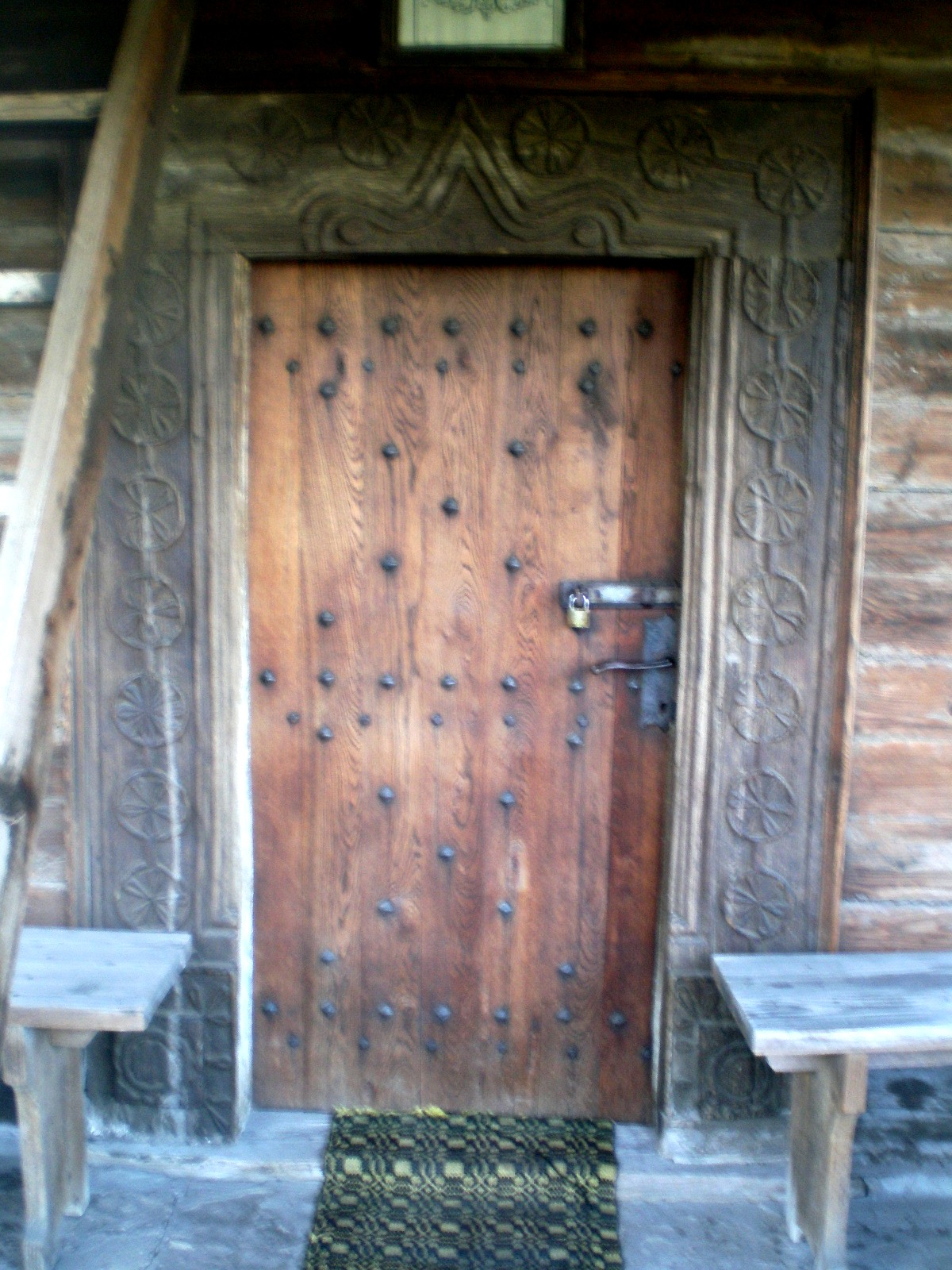
Portalul bisericii, decorat cu rozete solare
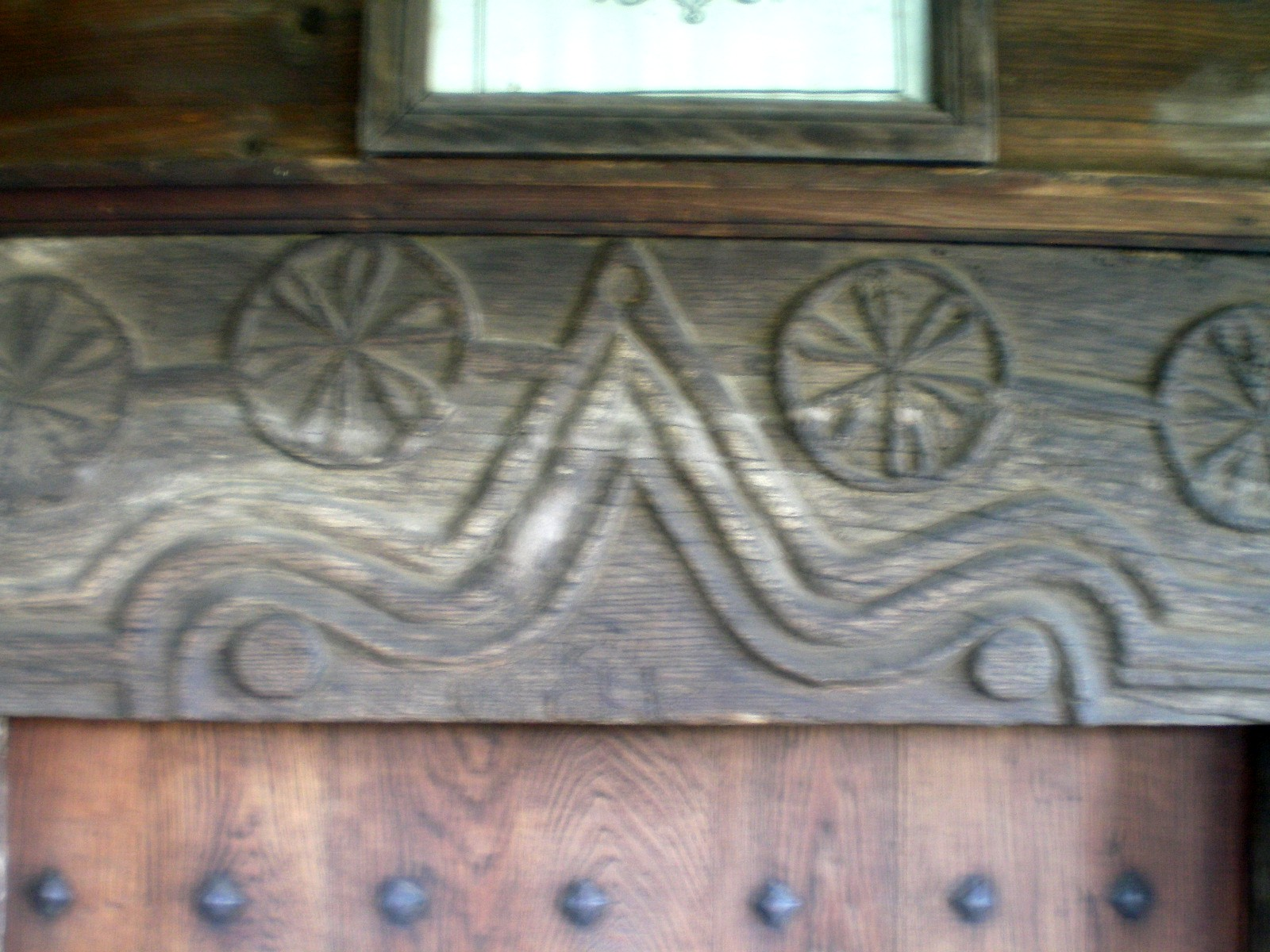
Detaliu portal,decorat în acoladă
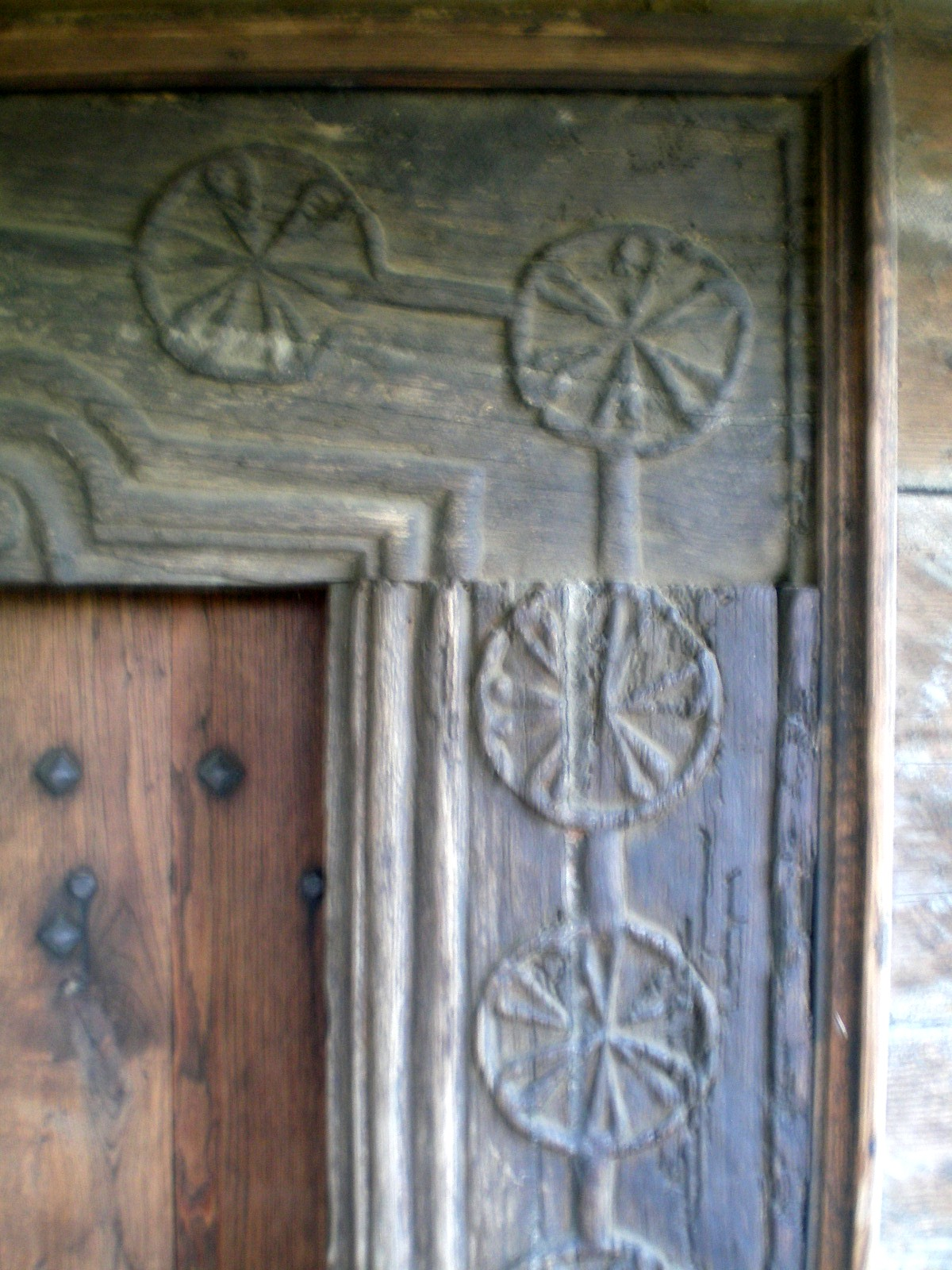
Detaliu portal
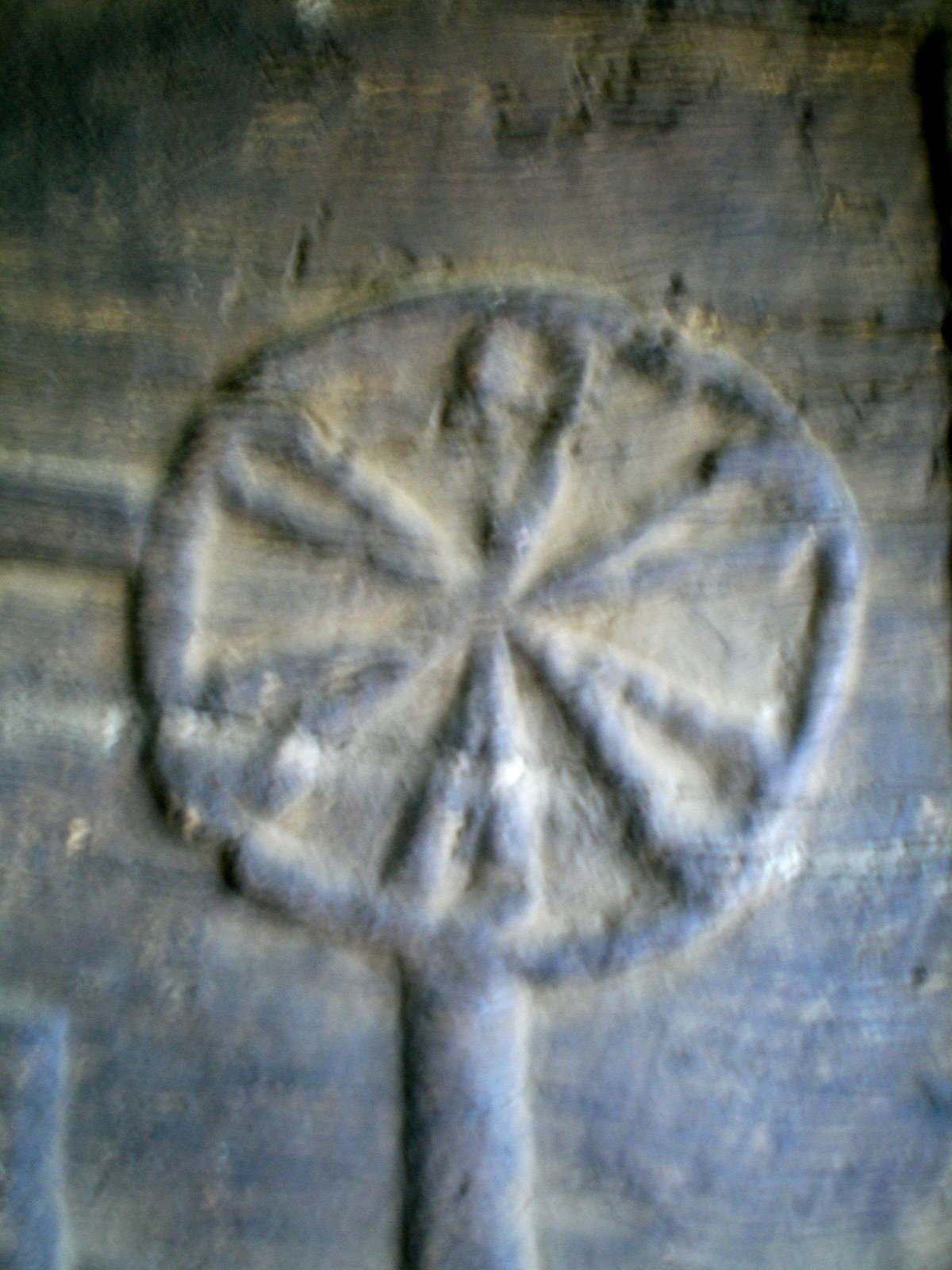
Rozetă